# جيروسكوب فوكو

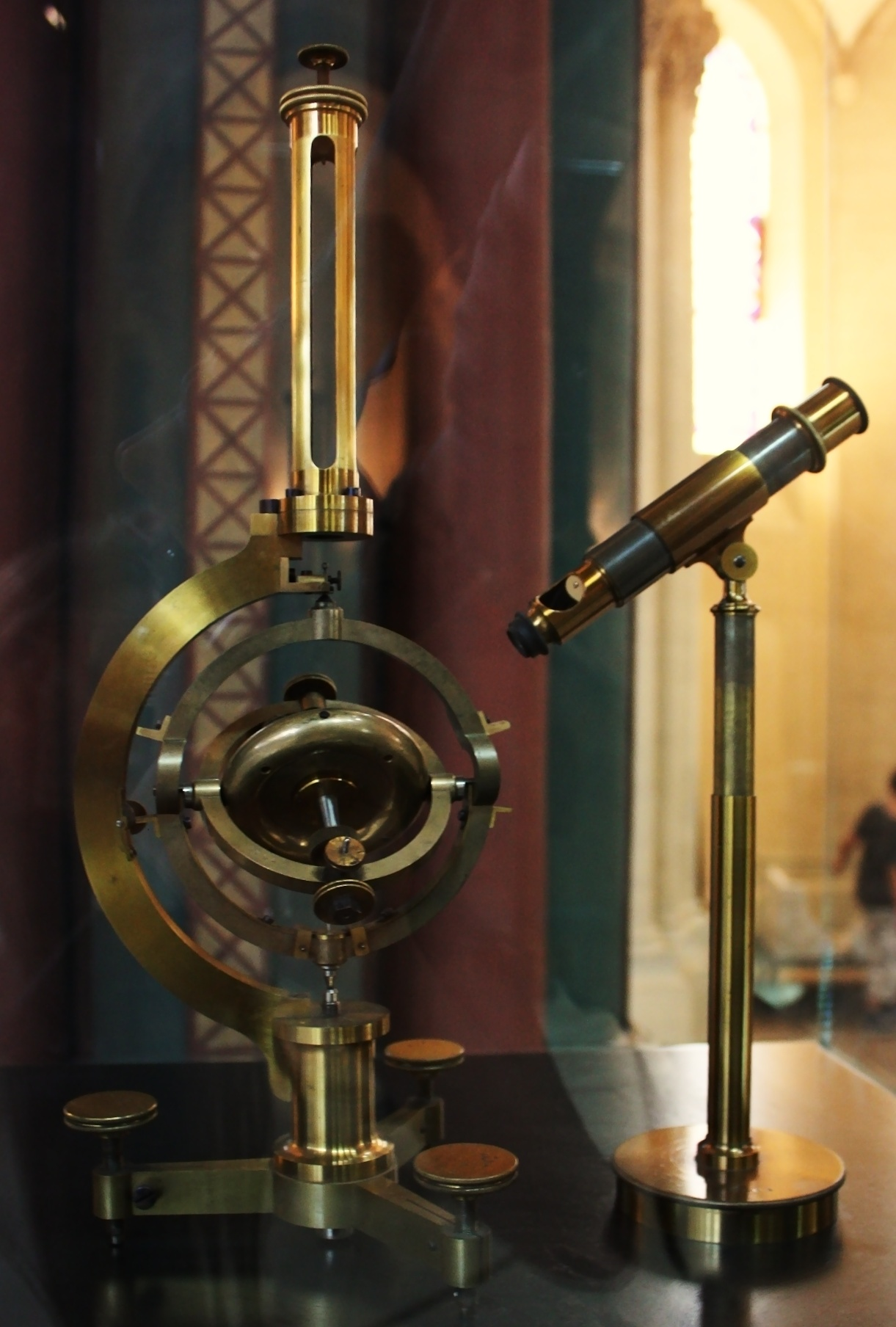
الدوام الذي صممه ليون فوكو في عام 1852. نسخة طبق الأصل بناها دومولين فرومينت للمعرض العالمي لعام 1867. متحف المعهد الوطني للفنون والحرف اليدوية، باريس.

دوام فوكو (بالإنجليزية: Foucault gyroscope)‏ هو جهاز بوصلة دَوَّامة ابتكره الفيزيائي الفرنسي ليون فوكو في عام 1852، وكانت بمثابة تجربة تابعة لاختراعه النواس من أجل توضيح دوران الأرض بشكل أكبر.
شعر فوكو بأن نتائج تجربة النواس الشهيرة التي أجراها قد أسيء فهمهاعلميا. ومن أجل لذلك سعى إلى إنشاء جهاز «بجسم معلق بحرية بواسطة مركز جاذبيته يستطيع الدوران حول أحد محاوره الرئيسية»، مما سمح بدراسة المستوى «باستقرار اتجاهي مطلق». فسمحت الدقة الميكانيكية لدوام فوكو بإثبات ذلك بوضوح للمؤسسات العلمية، وأصبح الدوام أداة شائعة الاستخدام على نطاق واسع.

## التصميم
بالتعاون مع بول جوستاف فرومينت، قام فوكو ببناء جهاز فيه تم موازنة المحور الداخلي على محامل حافة سكين على المحور الخارجي وعلق المحور الخارجي بخيط دقيق خالٍ من الالتواء بطريقة تجعل نقطة المحور السفلية لا تحمل أي وزن تقريبًا.
تم تدوير الدوام بسرعة 9000-12000 دورة في الدقيقة باستخدام مجموعة من التروس قبل وضعه في مكانه، وذلك اعتبر الوقت الكافي لموازنته وإجراء 10 دقائق من التجارب. فيمكن ملاحظة الجهاز إما باستخدام مجهر بمقياس عشر درجة أو بمؤشر طويل.[1]

## المنشورات
نشر فوكو ورقتين في عام 1852، حيث ركزت إحداهما على علم الفلك مع الوزن الحر للتحرك على جميع المحاور الثلاثة. مما يعني أنه عبارة عن عرض تجريبي جديد لحركة الأرض، بناءً على ثبات مستوى الدوران.  والأخرى على الميكانيكا مع الوزن الحر للتحرك على محورين فقط ( حول ظاهرة التوجيه للأجسام الدوارة التي يقودها محور ثابت على سطح الأرض. أي علامات حساسة جديدة للحركة اليومية للأرض. 
في بحثه عن الميكانيكا، أوضح فوكو أنه إذا تم تثبيت محور دوران واحد في خط واحد مع سطح الأرض، فإن المحورين الآخرين للدوران يميلان إلى نفس الاتجاه، وذلك على غرار "الإبرة المغناطيسية"، مما يجعل من الممكن استخدام الأداة لتسليط الضوء على قوة توجيهية.

## التسمية
وقد أطلق فوكو اسم "دوام" على الجهاز في أحداث نشر تجربته عام 1852:
يمكن أيضًا استخدام هذا الجهاز المصمم خصيصًا لتسليط الضوء على انحراف الجسم الدوار بحرية وتقريبه لإنتاج ومراقبة ظاهرة التوجيه التي ذكرتها ووصفتها للتو. وبما أن كل هذه الظواهر تعتمد على حركة الأرض وتتجلى في أشكال مختلفة، فإنني أقترح تسمية الأداة الوحيدة التي ساعدتني في مراقبتها بالدوام.

## النسخ
تم صنع ما لا يقل عن ثلاث نسخ أخرى من دوام فوكو في صناديق سفر وعرض ملائمة، ولا تزال النسخ متواجدة في المملكة المتحدة، و فرنسا، والولايات المتحدة.تم إعطاء الأصل إلى الكوليج دو فرانس وفُقد بعد ذلك، ولا توجد صور معروفة للأصل مما يشير إلى أنه فُقد بعد بضعة عقود من استلامه من الأخير.
أصبح دوام فوكو تحديًا ومصدر إلهام لهواة العلوم المهرة مثل ديفيد ب. آدمسون.

## معرض الصور

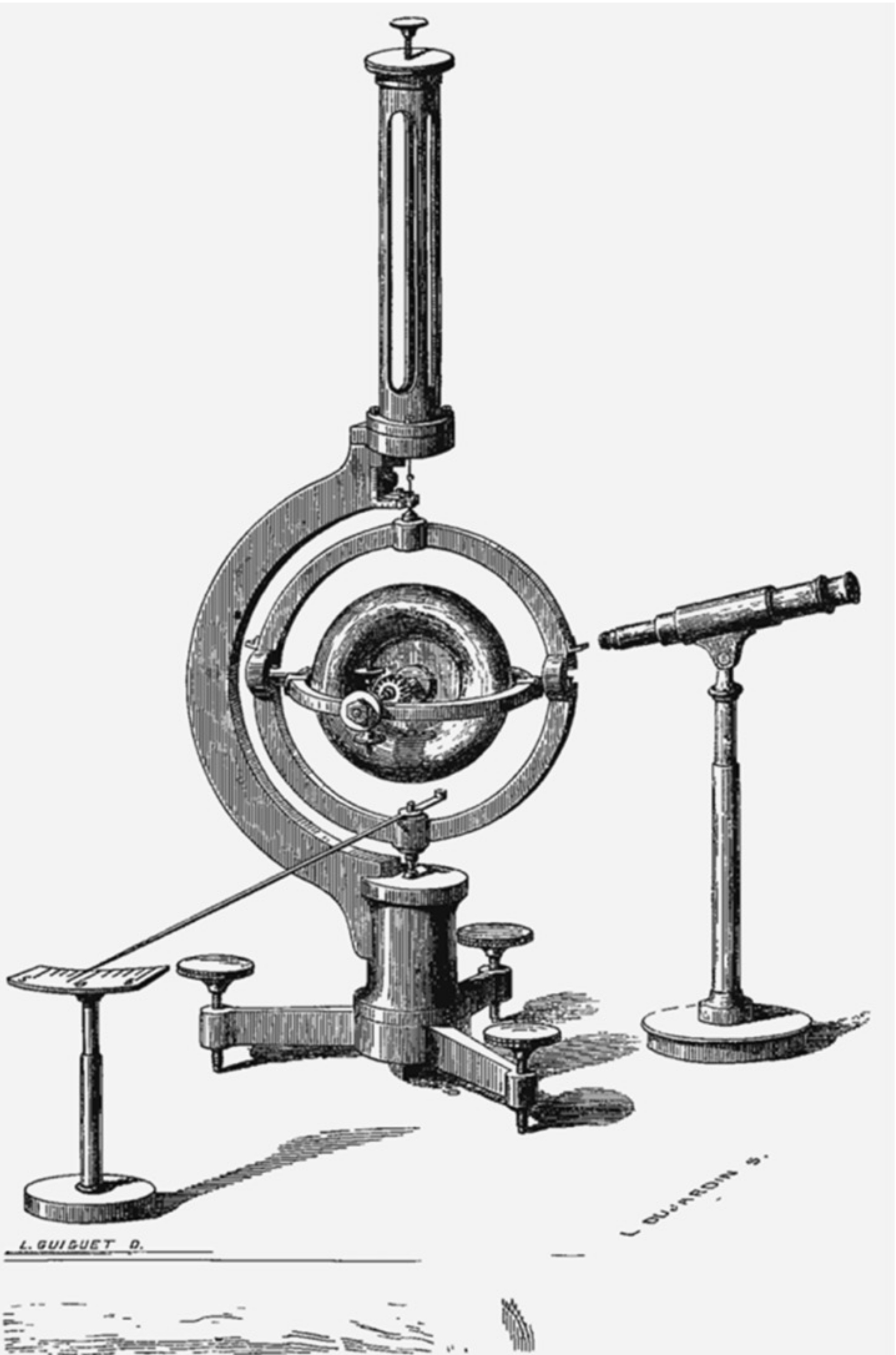
رسم تخطيطي للدوام
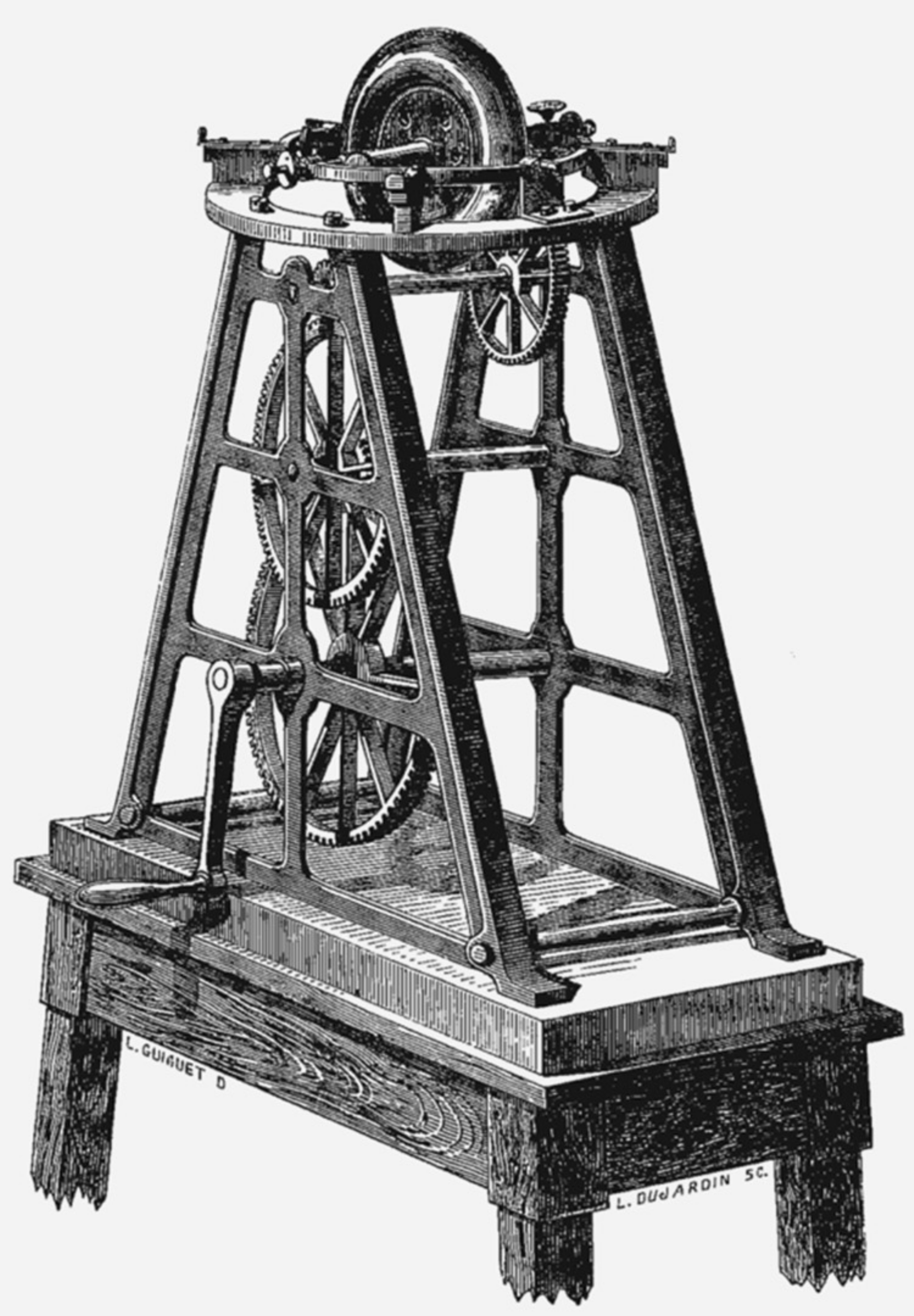
جهاز تحديد الدوام

## الاستشهادات
لىعالجهاز
- Foucault, Léon (1852a). "Astronomie: Sur une nouvelle démonstration expérimentale du mouvement de la Terre, fondée sur la fixité du plan de rotation". Comptes rendus hebdomadaires des séances de l'Académie des Sciences (بالفرنسية). Gauthier-Villars. 35 (Week of Monday 27 September 1852): 421-424. Archived from the original on 2022-12-03.
- Foucault, Léon (1852b). "Mécanique: Sur les phénomènes d'orientation des corps tournants entraînés par un axe fixe à la surface de la Terre. Nouveaux signes sensibles du mouvement diurne". Comptes rendus hebdomadaires des séances de l'Académie des Sciences (بالفرنسية). Gauthier-Villars. 35 (Week of Monday 27 September 1852): 424-427. Archived from the original on 2022-12-03.